# The Outrage
The Outrage è un cortometraggio muto del 1915 diretto da Cecil M. Hepworth.

## Trama
Un tenente prussiano, nella guerra del 1870, violenta una ragazza. L'uomo, diventato generale, verrà ucciso dal figlio nel 1914.

## Produzione
Il film fu prodotto dalla Hepworth.

## Distribuzione
Distribuito dalla Thompson, il film - un cortometraggio in tre bobine - uscì nelle sale cinematografiche britanniche nel novembre 1915.
Si pensa che sia andato distrutto nel 1924 insieme a gran parte degli altri film della Hepworth. Il produttore, in gravissime difficoltà finanziarie, pensò in questo modo di poter almeno recuperare l'argento dal nitrato delle pellicole.